# Podothecus accipenserinus
Podothecus accipenserinus és una espècie de peix pertanyent a la família dels agònids.

## Descripció
- Fa 30,5 cm de llargària màxima.
- Nombre de vèrtebres: 39-42.[3][4]

## Alimentació
Menja cucs, crustacis i peixets.

## Hàbitat
És un peix marí, demersal i de clima temperat que viu entre 2 i 710 m de fondària.

## Distribució geogràfica
Es troba al Pacífic nord: Rússia, les illes Kurils, el Canadà i els Estats Units (incloent-hi Alaska).

## Observacions
És inofensiu per als humans.